# C. Henry Gordon
C. Henry Gordon (* 17. Juni 1883 in New York City als Henry Racke; † 3. Dezember 1940 in Los Angeles) war ein US-amerikanischer Schauspieler.

## Leben und Karriere
Henry Racke wuchs als Sohn deutschstämmiger Eltern in den Vereinigten Staaten, Deutschland und der Schweiz auf. Zunächst besaß er eine Silbermine in New Mexico, mit der er jedoch keinen Erfolg hatte, sodass er unter dem Namen C. Henry Gordon als Schauspieler tätig wurde. Er wirkte in den 1920er-Jahren als Bühnendarsteller am Broadway, ehe er kurz nach Anbruch des Tonfilms im Jahr 1930 sein Filmdebüt gab. Bis zu seinem Todesjahr wirkte Gordon anschließend an rund 80 Filmen mit, in der Regel als Nebendarsteller. Seinen Durchbruch als Charakterdarsteller schaffte er mit seiner Darstellung eines hart durchgreifenden Polizeiinspektors im Gangsterfilmklassiker Scarface (1932) unter Regie von Howard Hawks. In der Folge verkörperte er meistens strenge Autoritätspersonen oder den Filmschurken. Letzteren Rollentyp verkörperte er etwa als Surat Khan im Abenteuerfilm Der Verrat des Surat Khan (1936) an der Seite von Errol Flynn. 
Gordon starb 1940 im Alter von 57 Jahren, einen Tag, nachdem er ihm aufgrund eines Blutgerinnsels ein Bein amputiert worden war.

## Filmografie (Auswahl)
- 1930: A Devil with Women
- 1931: Mata Hari
- 1931: Charlie Chan – Der Tod ist ein schwarzes Kamel (The Black Camel)
- 1932: Scarface
- 1932: Ein Dieb mit Klasse (Jewel Robbery)
- 1932: Thirteen Women
- 1933: The Secret of Madame Blanche
- 1933: Zwischen heut und morgen (Gabriel Over the White House)
- 1933: Nachtflug (Night Flight)
- 1933: Die Legion des Todes (The Devil’s in Love)
- 1933: Penthouse
- 1933: Storm at Daybreak
- 1934: Dr. Fergusons schwierigster Fall (Men in White)
- 1934: Stamboul Quest
- 1934: Zwei Herzen auf der Flucht (Fugitive Lovers)
- 1934: Hide-Out
- 1935: The Big Broadcast of 1936
- 1935: Kreuzritter – Richard Löwenherz (Crusaders)
- 1936: Unter zwei Flaggen (Under Two Flags)
- 1936: Der Verrat des Surat Khan (The Charge of the Light Brigade)
- 1937: Charlie Chan bei den Olympischen Spielen (Charlie Chan at the Olympics)
- 1937: Mr. Dodd geht nach Hollywood (Stand-In)
- 1937: Maria Walewska (Conquest)
- 1938: Tarzan’s Revenge
- 1939: Rache für Alamo (Man of Conquest)
- 1940: Rote Teufel um Kit Carson (Kit Carson)
- 1940: Charlie Chan im Wachsfigurenkabinett (Charlie Chan at the Wax Museum)